# Woodstock (New Hampshire)
Pour les articles homonymes, voir Woodstock.
Woodstock est une municipalité américaine située dans le comté de Grafton au New Hampshire. Selon le recensement de 2010, sa population est de 1 374 habitants, dont 528 dans le census-designated place de North Woodstock.

## Géographie
La municipalité s'étend sur 59,23 milles carrés (153,4 km2), dont 0,55 milles carrés (1,42 km2) d'étendues d'eau.

## Histoire
La localité est fondée en 1763 sous le nom de Peeling. Elle est renommée Fairfield en 1771. Elle adopte son nom actuel Woodstock en 1840, lorsque la législature du New Hampshire lui donne le nom de la ville anglaise et son palais.